# Junius Brutus Stearns

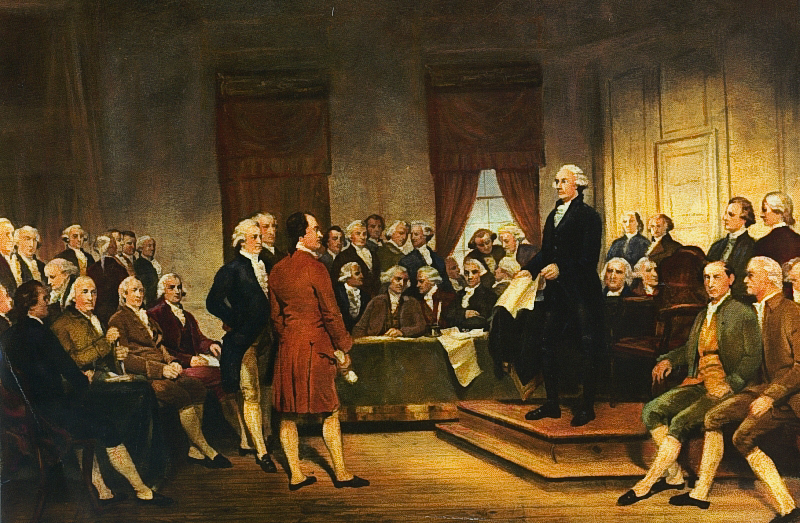
Signing of the U.S.Constitution

Junius Brutus Stearns (nacido como Lucius Sawyer Stearns) (Arlington, 1810 - Brooklyn, 1885) fue un pintor estadounidense conocido por sus cinco Series de Washington (1847-1856).
Fue miembro de la Academia Nacional de Diseño por varias décadas y miembro de su Consejo. Su pintura The Millennium se presentó como credenciales de su ingreso, una pintura discutida en gran detalle en el libro Something Coming: Apocalyptic Expectation and Mid-Nineteenth-Century American Painting.
- Wikimedia Commons alberga una categoría multimedia sobre Junius Brutus Stearns.